# Sinogeotrupes oberthuri
Sinogeotrupes oberthuri is een keversoort uit de familie mesttorren (Geotrupidae). De wetenschappelijke naam van de soort werd in 1905 gepubliceerd door Antoine Boucomont.